# Leptaenakalksten
Leptaenakalksten är en i Dalarnas siluravlagringar förekommande vit kalksten, bildad som rev i de mera jämnskiktade delarna av lagerserien.
Leptaenakalkstenen består i en yngre övre del, bland annat vid Kallholen och en äldre nedre del, bland annat vid Kullsberg. Leptaenakalkstenen är synnerligen rik på fossil.